# WTA do Rio de Janeiro de 2016 - Simples
Campeã do Rio Open no ano passado, a italiana Sara Errani preferiu não defender a conquista neste ano.
No torneio, Francesca Schiavone passou na estreia por Tajana Maria (90º) e na sequência por Mariana Duque-Mariño (80º). Nas quartas, a italiana derrotou Cindy Burguer (187º) e nas semis Petra Martic (162º), até chegar na decisão e superar a americana Shelby Rogers (131º) por 2 sets a 1, com parciais de 2-6, 6-2 e 6-2.